# Anglo-egyptisk Sudan
Anglo-egyptisk Sudan (arabisk: السودان الأنجلو مصرر) var navnet på Sudan mellem 1899 og 1956, da det var et kondominat styret af Storbritannien og Egypten.
Det var beliggende i Nordafrika lige syd for Egypten. Det grænsede op til det italienske Østafrika og Det Røde Hav mod øst, Fransk Ækvatorialafrika mod vest og de nordlige grænser af Kenya, Uganda og Belgisk Congo mod syd.
Sudan var kontrolleret af Egypten, som var et britisk protektorat med en osmannisk vicekonge. I 1882 gjorde mahdisterne oprør i Sudan og tog magten samt udråbte en egen stat. Egypten og Storbritannien gik i fællesskab til angreb på mahdistregimet og genvandt kontrollen over landet. Ifølge en konvention af den 19. juni 1899 dannedes det nye kondominat Anglo-egyptisk Sudan.
Landet blev ledet af en generalguvernør, som blev indsat af egypterne efter briternes samtykke, men det blev i virkeligheden styret som en britisk koloni med hovedstad i Khartoum. Frem til selvstændigheden i 1956 blev Sudan af briterne administreret som to separate enheder, det islamiske nordlige og det kristne sydlige territorium. På den tid anvendte landet både det egyptiske og det britiske flag.
De vigtigste produkter i kolonien var gummi arabicum og bomuld. Indbyggertallet var over 6 mio. mennesker, og området omfattede omkring 2.512.288 km2.

## Baggrund
Allerede Muhammed Ali erobrede Nubien i 1822 og anlagde Khartoum, og hans søn Ibrahim pascha flyttede Egyptens grænser frem til nærheden af Victoriasøen. Området gik dog tabt ved mahdi Muhammed Ahmeds oprør i 1882, men hans nye statsdannelse styrtedes i 1898, hvor efter ifølge en konvention af 19 januar 1899 forvaltningen af landet syd for 22° n. br. til Uganda og Belgisk Congo overtoges af Egypten og Storbritannien i fællesskab. Egypten skulle udpege en generalguvernør, men denne skulle godkendes af Storbritannien; begge landes flag skulle anvendes i fællesskab, love gennemføres af generalguvernøren i det i 1910 dannede generalguvernørråd, slavehandel blev forbudt, varer fra Egypten var toldfrie, for sådanne fra andre lande via Det Røde hav måtte toldsatserne ikke være lavere end i Egypten.

## Administrative forhold
Landet var inddelt i 15 provinser: Khartoum, Blå Nil, Dongola, Berber, Kassala, Sennar, Kordofan, Dar-Fur, Hvide Nil, Bahr el-Gasal, Wadi Halfa, Det Røde hav, Mongalla, Nuba og Øvre Nil. Området Lado, som tidligere var i kong Leopold 2. af Belgiens besiddelse, genforenedes efter dennes død i 1910 med Mongalla. Darfur vest for Kordofan lød under en arvelig sultan, men betalte skat til Anglo-egyptisk Sudan.

## Areal
Hele området beregnedes til 2.54 mio. km2 i 1918.

## Befolkningsforhold
Anglo-egyptisk Sudan havde omkring 3 mio. indbyggere, hvoraf 3.000 europæere.

## Byer
Hovedstad var Kartoum (23.083 indbyggere i 1916). Andre vigtige byer var Omdurman (59.429 indbyggere i 1915), Halfa, El-Obeid, Kassala, Suakin og Port Sudan.

## Geografi
Mellemste Sudan bestod af de tidligere selvstændige riger Wadai, Bagirmi, Bornu og Kanem. Det vigtigste befolkningselement var kanuri-negre, men folkeblandingen mellem flere negerstammer, mellem negre og hamiter eller semitter var her ret stor. Området nord og øst for Tchad til Østsudans grænse regnedes under den franske interessesfære, syd for Tchad lå det tyske Kamerun, vest for Tchad britisk Nigeria. Det mægtigste Sudanrige var i samtiden Wadai.

## Handel
Sudan var hovedsagelig et landbrugsområde, men af dets produkter kom ikke mange ud i verdenshandelen, egentlig blot kautsjuk og kopra samt mindre partier hirse, kolanødder med mere, som eksporteredes over havnene ved Guineakysten samt ved Det Røde Hav. Efterhånden blev også bomuld en udførselsvare. Mellem Sudan og andre dele af Afrika foregik en livlig byttehandel med salt, som fandtes i mange søer. En vigtig handelsvare var også elfenben. Guld forekom flere steder og eksporteredes mest over havnene i vest. Slavehandel var tidligere meget omfattende og forekom endnu i en vis udstrækning indtil 1. verdenskrig, mest mod nord eller øst, det vil sige til islamiske områder.

## Samfærdsel
I det indre af Sudan blev drevet handel med karavaner.
Af jernbaner fandtes i det østlige Sudan linjerne Wadi Halfa-Khartoum, åbnet i 1899 og senere i 1912 fortsat til Sennar og El-Obeid samt Suakim til Port Sudan og Suakim–Berber, åbnet i 1906. Dette jernbanenet i det anglo-egyptiske Sudan havde en udstrækning af omkring 2,400 km.